# Coppa del Mondo di biathlon 2009
La Coppa del Mondo di biathlon 2009 fu la trentaduesima edizione della manifestazione organizzata dall'Unione Internazionale Biathlon; ebbe inizio il 3 dicembre 2008 a Östersund, in Svezia, e si concluse il 29 marzo 2009 a Chanty-Mansijsk, in Russia. Nel corso della stagione si tennero a Pyeongchang i Campionati mondiali di biathlon 2009, validi anche ai fini della Coppa del Mondo, il cui calendario non contemplò dunque interruzioni.
In campo maschile furono disputate 26 gare individuali e 6 a squadre, in 9 diverse località. Il norvegese Ole Einar Bjørndalen si aggiudicò sia la coppa di cristallo, il trofeo assegnato al vincitore della classifica generale, sia le Coppe di sprint e di inseguimento; l'austriaco Dominik Landertinger vinse la Coppa di partenza in linea, il tedesco Michael Greis quella di individuale. Bjørndalen era il detentore uscente della Coppa generale.
In campo femminile furono disputate 26 gare individuali e 6 a squadre, in 9 diverse località. La svedese Helena Ekholm si aggiudicò sia la coppa di cristallo, sia quelle di sprint e di partenza in linea; la tedesca Kati Wilhelm vinse la Coppa di inseguimento, la sua connazionale Magdalena Neuner quella di individuale. La Neuner era la detentrice uscente della Coppa generale.
In calendario furono inserite anche due staffette miste, senza che tuttavia fosse stilata una classifica ufficiale di specialità.

## Uomini

### Risultati
| Data                                 | Località           | Nazione       | Spec. | Primo                                                                            | Tempo (tiri)                       | Secondo                                                                          | Tempo (tiri)                       | Terzo                                                                              | Tempo (tiri)                       |
| ------------------------------------ | ------------------ | ------------- | ----- | -------------------------------------------------------------------------------- | ---------------------------------- | -------------------------------------------------------------------------------- | ---------------------------------- | ---------------------------------------------------------------------------------- | ---------------------------------- |
| 3 dicembre 2008                      | Östersund          | Svezia        | IN    | Michael Greis                                                                    | 58:52.5 (0+1+0+0)                  | Alexander Os                                                                     | 59:43.0 (0+0+0+2)                  | Emil Hegle Svendsen                                                                | 59:47.5 (0+2+0+0)                  |
| 6 dicembre 2008                      | Östersund          | Svezia        | SP    | Emil Hegle Svendsen                                                              | 25:42.3 (0+1)                      | Tomasz Sikora                                                                    | 25:55.0 (0+1)                      | Simon Fourcade                                                                     | 26:10.4 (0+0)                      |
| 7 dicembre 2008                      | Östersund          | Svezia        | PU    | Tomasz Sikora                                                                    | 34:55.5 (0+2+0+1)                  | Ole Einar Bjørndalen                                                             | 34:58.0 (1+2+0+0)                  | Emil Hegle Svendsen                                                                | 35:00.4 (0+1+2+0)                  |
| 12 dicembre 2008                     | Hochfilzen         | Austria       | SP    | Emil Hegle Svendsen                                                              | 26:08.1 (0+0)                      | Ivan Čerezov                                                                     | 26:34.4 (0+1)                      | Alexander Os                                                                       | 26:41.0 (1+0)                      |
| 13 dicembre 2008                     | Hochfilzen         | Austria       | PU    | Emil Hegle Svendsen                                                              | 35:46.3 (1+0+1+1)                  | Ole Einar Bjørndalen                                                             | 35:55.7 (0+0+2+0)                  | Tomasz Sikora                                                                      | 35:58.35 (1+0+0+2)                 |
| 14 dicembre 2008                     | Hochfilzen         | Austria       | RL    | Russia Ivan Čerezov Maksim Čudov Maksim Maksimov Nikolaj Kruglov                 | 1:24:22.97 (0+0) (0+1) (0+0) (0+0) | Austria Daniel Mesotitsch Friedrich Pinter Dominik Landertinger Christoph Sumann | 1:26:11.08 (0+0) (0+2) (0+0)       | Ucraina V"jačeslav Derkač Andrij Deryzemlja Oleh Berežnyj Serhij Sednjev           | 1:27:01.50 (2+0) (0+1) (0+0) (0+0) |
| 18 dicembre 2008                     | Hochfilzen         | Austria       | IN    | Maksim Čudov                                                                     | 56:00.3 (0+1+0+0)                  | Ivan Čerezov                                                                     | 56:47.9 (0+0+2+0)                  | Björn Ferry                                                                        | 56:48.8 (0+0+1+0)                  |
| 20 dicembre 2008                     | Hochfilzen         | Austria       | SP    | Lars Berger                                                                      | 25:23.1 (0+0)                      | Alexander Os                                                                     | 26:01.0 (0+1)                      | Carl Johan Bergman                                                                 | 26:14.7 (0+1)                      |
| 21 dicembre 2008                     | Hochfilzen         | Austria       | RL    | Austria Daniel Mesotitsch Friedrich Pinter Tobias Eberhard Christoph Sumann      | 1:21:23.18 (0+2) (0+3) (0+0) (0+0) | Svezia Magnus Jonsson Mattias Nilsson Björn Ferry Carl Johan Bergman             | 1:22:34.33 (0+2) (1+5) (0+2) (0+3) | Francia Vincent Jay Vincent Defrasne Jean-Guillaume Béatrix Simon Fourcade         | 1:22:39.44 (0+2) (0+0) (0+2) (0+1) |
| 8 gennaio 2009                       | Oberhof            | Germania      | RL    | Austria Daniel Mesotitsch Friedrich Pinter Dominik Landertinger Christoph Sumann | 1:19:36.6 (0+3) (0+4) (0+2)        | Germania Michael Greis Michael Rösch Arnd Peiffer Toni Lang                      | 1:19:55.8 (1+3) (0+2) (0+0) (0+4)  | Norvegia Emil Hegle Svendsen Rune Brattsveen Halvard Hanevold Ole Einar Bjørndalen | 1:20:52.6 (0+1) (1+6) (0+2) (1+3)  |
| 10 gennaio 2009                      | Oberhof            | Germania      | SP    | Maksim Čudov                                                                     | 25:49.5 (0+0)                      | Michael Rösch                                                                    | 26:02.2 (0+0)                      | Tomasz Sikora                                                                      | 26:14.7 (1+0)                      |
| 11 gennaio 2009                      | Oberhof            | Germania      | MS    | Christoph Sumann                                                                 | 38:11.9 (1+0+1+0)                  | Carl Johan Bergman                                                               | 38:21.6 (0+0+1+1)                  | Ole Einar Bjørndalen                                                               | 38:21.8 (0+1+1+0)                  |
| 15 gennaio 2009                      | Ruhpolding         | Germania      | RL    | Norvegia Emil Hegle Svendsen Alexander Os Halvard Hanevold Ole Einar Bjørndalen  | 1:24:54.0 (0+2) (0+1) (0+0) (0+2)  | Germania Michael Rösch Christoph Stephan Arnd Peiffer Toni Lang                  | 1:26:14.2 (0+3) (0+1) (0+4) (0+2)  | Austria Daniel Mesotitsch Friedrich Pinter Tobias Eberhard Christoph Sumann        | 1:26:37.1 (0+5) (0+3) (0+2)        |
| 17 gennaio 2009                      | Ruhpolding         | Germania      | SP    | Ole Einar Bjørndalen                                                             | 23:25.8 (0+0)                      | Dominik Landertinger                                                             | 23:59.2 (0+0)                      | Emil Hegle Svendsen                                                                | 24:01.1 (0+1)                      |
| 18 gennaio 2009                      | Ruhpolding         | Germania      | PU    | Ole Einar Bjørndalen                                                             | 36:17.4 (0+1+0+0)                  | Emil Hegle Svendsen                                                              | 36:51.8 (1+0+0+0)                  | Dominik Landertinger                                                               | 37:03.9 (1+1+0+0)                  |
| 23 gennaio 2009                      | Anterselva         | Italia        | SP    | Emil Hegle Svendsen                                                              | 24:52.5 (0+0)                      | Björn Ferry                                                                      | 24:56.1 (0+0)                      | Tomasz Sikora                                                                      | 24:59.2 (0+0)                      |
| 24 gennaio 2009                      | Anterselva         | Italia        | PU    | Björn Ferry                                                                      | 33:19.4 (0+0+1+0)                  | Simon Eder                                                                       | 33:37.0 (0+0+0+0)                  | Emil Hegle Svendsen                                                                | 33:44.1 (1+0+1+1)                  |
| 25 gennaio 2009                      | Anterselva         | Italia        | MS    | Christoph Stephan                                                                | 37:19.9 (0+0+0+1)                  | Dominik Landertinger                                                             | 37:20.1 (1+2+0+0)                  | Ivan Čerezov                                                                       | 37:22.7 (0+0+1+1)                  |
| Campionati mondiali di biathlon 2009 |                    |               |       |                                                                                  |                                    |                                                                                  |                                    |                                                                                    |                                    |
| 14 febbraio 2009                     | Pyeongchang        | Corea del Sud | SP    | Ole Einar Bjørndalen                                                             | 24:16.5 (1+1)                      | Lars Berger                                                                      | 24:17.7 (1+1)                      | Halvard Hanevold                                                                   | 24:29.0 (0+0)                      |
| 15 febbraio 2009                     | Pyeongchang        | Corea del Sud | PU    | Ole Einar Bjørndalen                                                             | 31:46.7 (0+2+0+2)                  | Maksim Čudov                                                                     | 32:28.4 (0+0+1+2)                  | Alexander Os                                                                       | 32:39.5 (0+0+2+1)                  |
| 17 febbraio 2009                     | Pyeongchang        | Corea del Sud | IN    | Ole Einar Bjørndalen                                                             | 52:28.0 (0+0+2+1)                  | Christoph Stephan                                                                | 52:42.1 (1+0+0+0)                  | Jakov Fak                                                                          | 52:45.1 (0+0+0+1)                  |
| 21 febbraio 2009                     | Pyeongchang        | Corea del Sud | MS    | Dominik Landertinger                                                             | 38:32.5 (2+0+0+1)                  | Christoph Sumann                                                                 | 38:41.4 (2+0+0+1)                  | Ivan Čerezov                                                                       | 38:46.4 (2+0+0+0)                  |
| 22 febbraio 2009                     | Pyeongchang        | Corea del Sud | RL    | Norvegia Emil Hegle Svendsen Lars Berger Halvard Hanevold Ole Einar Bjørndalen   | 1:08:04.1 (1+3) (0+0) (0+3)        | Austria Daniel Mesotitsch Simon Eder Dominik Landertinger Christoph Sumann       | 1:08:16.7 (0+1) (0+3) (0+2)        | Germania Michael Rösch Christoph Stephan Arnd Peiffer Michael Greis                | 1:08:36.8 (0+2) (0+4) (0+1) (0+3)  |
| 11 marzo 2009                        | Vancouver Whistler | Canada        | IN    | Vincent Jay                                                                      | 49:53.9 (0+0+0+0)                  | Daniel Böhm                                                                      | 50:12.9 (0+1+0+0)                  | Jeremy Teela                                                                       | 50:17.2 (0+1+0+0)                  |
| 13 marzo 2009                        | Vancouver Whistler | Canada        | SP    | Lars Berger                                                                      | 24:06.5 (0+0)                      | Ole Einar Bjørndalen                                                             | 24:20.6 (0+0)                      | Christoph Sumann                                                                   | 24:46.0 (0+0)                      |
| 15 marzo 2009                        | Vancouver Whistler | Canada        | RL    | Svezia David Ekholm Mattias Nilsson Fredrik Lindström Carl Johan Bergman         | 1:16:18.6 (0+1) (0+3) (0+2) (0+0)  | Francia Vincent Jay Vincent Defrasne Martin Fourcade Simon Fourcade              | 1:16:24.9 (0+2) (0+1) (0+0)        | Germania Simon Schempp Daniel Böhm Arnd Peiffer Michael Rösch                      | 1:16:35.0 (0+3) (0+2)              |
| 19 marzo 2009                        | Trondheim          | Norvegia      | SP    | Michael Greis                                                                    | 26:11.3 (0+0)                      | Ole Einar Bjørndalen                                                             | 26:29.6 (1+0)                      | Simon Eder                                                                         | 26:43.1 (0+0)                      |
| 21 marzo 2009                        | Trondheim          | Norvegia      | PU    | Ole Einar Bjørndalen                                                             | 33:36.3 (1+0+1+0)                  | Simon Eder                                                                       | 34:01.4 (0+0+1+0)                  | Tomasz Sikora                                                                      | 34:01.6 (0+1+1+0)                  |
| 22 marzo 2009                        | Trondheim          | Norvegia      | MS    | Ole Einar Bjørndalen                                                             | 41:12.9 (0+0+0+0)                  | Simon Eder                                                                       | 41:52.0 (0+0+1+0)                  | Emil Hegle Svendsen                                                                | 42:06.3 (1+0+0+1)                  |
| 26 marzo 2009                        | Chanty-Mansijsk    | Russia        | SP    | Arnd Peiffer                                                                     | 25:51.1 (0+0)                      | Ole Einar Bjørndalen                                                             | 26:14.2 (0+1)                      | Christoph Sumann                                                                   | 26:18.4 (0+0)                      |
| 28 marzo 2009                        | Chanty-Mansijsk    | Russia        | PU    | Emil Hegle Svendsen                                                              | 33:03.3 (0+0+1+1)                  | Ole Einar Bjørndalen                                                             | 33:03.4 (1+0+0+1)                  | Christoph Sumann                                                                   | 33:27.1 (0+0+2+0)                  |
| 29 marzo 2009                        | Chanty-Mansijsk    | Russia        | MS    | Simon Eder                                                                       | 37:14.4 (0+0+0+0)                  | Dominik Landertinger                                                             | 37:26.5 (0+0+0+1)                  | Ole Einar Bjørndalen                                                               | 37:31.4 (2+0+0+1)                  |

Legenda:

IN = individuale

SP = sprint

PU = inseguimento

MS = partenza in linea

RL = staffetta

### Classifiche

#### Generale
| Pos. | Nome                 | Nazione  | Punti |
| ---- | -------------------- | -------- | ----- |
| 1    | Ole Einar Bjørndalen | Norvegia | 1080  |
| 2    | Tomasz Sikora        | Polonia  | 870   |
| 3    | Emil Hegle Svendsen  | Norvegia | 844   |
| 4    | Michael Greis        | Germania | 804   |
| 5    | Maksim Čudov         | Russia   | 780   |
| 6    | Christoph Sumann     | Austria  | 759   |
| 7    | Ivan Čerezov         | Russia   | 730   |
| 8    | Carl Johan Bergman   | Svezia   | 643   |
| 9    | Björn Ferry          | Svezia   | 642   |
| 10   | Halvard Hanevold     | Norvegia | 600   |

#### Sprint
| Pos. | Nome                 | Nazione  | Punti |
| ---- | -------------------- | -------- | ----- |
| 1    | Ole Einar Bjørndalen | Norvegia | 372   |
| 2    | Tomasz Sikora        | Polonia  | 337   |
| 3    | Emil Hegle Svendsen  | Norvegia | 318   |
| 4    | Michael Greis        | Germania | 306   |
| 5    | Maksim Čudov         | Russia   | 297   |

#### Inseguimento
| Pos. | Nome                 | Nazione  | Punti |
| ---- | -------------------- | -------- | ----- |
| 1    | Ole Einar Bjørndalen | Norvegia | 342   |
| 2    | Emil Hegle Svendsen  | Norvegia | 308   |
| 3    | Tomasz Sikora        | Polonia  | 276   |
| 4    | Michael Greis        | Germania | 231   |
| 5    | Björn Ferry          | Svezia   | 215   |

#### Partenza in linea
| Pos. | Nome                 | Nazione  | Punti |
| ---- | -------------------- | -------- | ----- |
| 1    | Dominik Landertinger | Austria  | 208   |
| 2    | Ole Einar Bjørndalen | Norvegia | 199   |
| 3    | Christoph Sumann     | Austria  | 197   |
| 4    | Simon Eder           | Austria  | 176   |
| 5    | Ivan Čerezov         | Russia   | 170   |

#### Individuale
| Pos. | Nome                 | Nazione  | Punti |
| ---- | -------------------- | -------- | ----- |
| 1    | Michael Greis        | Germania | 146   |
| 2    | Ivan Čerezov         | Russia   | 120   |
| 3    | Maksim Čudov         | Russia   | 119   |
| 4    | Ole Einar Bjørndalen | Norvegia | 110   |
| 5    | Christoph Sumann     | Austria  | 100   |

#### Staffetta
| Pos. | Nazione  | Punti |
| ---- | -------- | ----- |
| 1    | Austria  | 276   |
| 2    | Norvegia | 254   |
| 3    | Germania | 247   |
| 4    | Francia  | 226   |
| 5    | Svezia   | 220   |

#### Nazioni
| Pos. | Nazione  | Punti |
| ---- | -------- | ----- |
| 1    | Norvegia | 6795  |
| 2    | Austria  | 6446  |
| 3    | Germania | 6413  |
| 4    | Svezia   | 5908  |
| 5    | Francia  | 5794  |

## Donne

### Risultati
| Data                                 | Località           | Nazione       | Spec. | Prima                                                                             | Tempo (tiri)                      | Seconda                                                                       | Tempo (tiri)                      | Terza                                                                      | Tempo (tiri)                      |
| ------------------------------------ | ------------------ | ------------- | ----- | --------------------------------------------------------------------------------- | --------------------------------- | ----------------------------------------------------------------------------- | --------------------------------- | -------------------------------------------------------------------------- | --------------------------------- |
| 4 dicembre 2008                      | Östersund          | Svezia        | IN    | Helena Ekholm                                                                     | 45:05.1 (0+0+0+0)                 | Kati Wilhelm                                                                  | 45:44.8 (1+0+0+0)                 | Magdalena Neuner                                                           | 46:20.5 (0+0+0+1)                 |
| 6 dicembre 2008                      | Östersund          | Svezia        | SP    | Wang Chunli                                                                       | 22:48.1 (0+0)                     | Tora Berger                                                                   | 22:49.5 (0+0)                     | Magdalena Neuner                                                           | 22:52.9 (0+0)                     |
| 7 dicembre 2008                      | Östersund          | Svezia        | PU    | Martina Beck                                                                      | 32:42.4 (0+0+0+0)                 | Svetlana Slepcova                                                             | 33:11.6 (0+1+1+1)                 | Kati Wilhelm                                                               | 33:14.4 (0+1+2+0)                 |
| 12 dicembre 2008                     | Hochfilzen         | Austria       | SP    | Simone Hauswald                                                                   | 23:04.3 (0+0)                     | Svetlana Slepcova                                                             | 23:18.4 (0+2)                     | Andrea Henkel                                                              | 23:22.6 (0+1)                     |
| 13 dicembre 2008                     | Hochfilzen         | Austria       | PU    | Martina Beck                                                                      | 33:41.28 (0+0+1+0)                | Svetlana Slepcova                                                             | 33:59.56 (1+0+1+2)                | Simone Hauswald                                                            | 34:00.40 (0+1+2+2)                |
| 14 dicembre 2008                     | Hochfilzen         | Austria       | RL    | Norvegia Solveig Rogstad Julie Bonnevie-Svendsen Ann Kristin Flatland Tora Berger | 1:12:44.3 (0+1) (0+0) (1+6) (0+1) | Francia Marie-Laure Brunet Sylvie Becaert Julie Carraz-Collin Sandrine Bailly | 1:12:46.4 (0+2) (0+3) (0+1) (0+3) | Germania Andrea Henkel Martina Beck Simone Hauswald Kati Wilhelm           | 1:13:28.5 (0+4) (0+2) (0+4) (2+3) |
| 18 dicembre 2008                     | Hochfilzen         | Austria       | IN    | Éva Tófalvi                                                                       | 50:20.5 (0+0+0+0)                 | Svetlana Slepcova                                                             | 50:52.9 (0+1+0+1)                 | Simone Hauswald                                                            | 52:13.3 (0+2+0+1)                 |
| 20 dicembre 2008                     | Hochfilzen         | Austria       | SP    | Svetlana Slepcova                                                                 | 23:21.8 (1+0)                     | Vita Semerenko                                                                | 23:38.4 (0+0)                     | Helena Ekholm                                                              | 23:46.1 (0+0)                     |
| 21 dicembre 2008                     | Hochfilzen         | Austria       | RL    | Germania Andrea Henkel Simone Hauswald Magdalena Neuner Kathrin Hitzer            | 1:15:43.7 (0+0) (1+4) (2+3) (0+1) | Francia Marie-Laure Brunet Sylvie Becaert Julie Carraz-Collin Sandrine Bailly | 1:16:14.1 (0+1) (0+0) (0+2) (2+4) | Polonia Krystyna Pałka Magdalena Gwizdoń Weronika Nowakowska Agnieszka Cyl | 1:16:29.6 (0+0) (0+2) (0+3)       |
| 7 gennaio 2009                       | Oberhof            | Germania      | RL    | Ucraina Olena Pidhrušna Valentyna Semerenko Vita Semerenko Oksana Chvostenko      | 1:17:57.9 (0+0) (0+3) (0+1)       | Germania Simone Hauswald Kati Wilhelm Sabrina Buchholz Kathrin Hitzer         | 1:18:19.1 (1+5) (0+1) (1+3) (0+3) | Francia Marie-Laure Brunet Sylvie Becaert Pauline Macabies Marie Dorin     | 1:19:02.3 (0+3) (0+4) (0+3) (0+0) |
| 9 gennaio 2009                       | Oberhof            | Germania      | SP    | Andrea Henkel                                                                     | 22:12.1 (0+0)                     | Helena Ekholm                                                                 | 22:29.3 (0+0)                     | Tora Berger                                                                | 22:30.0 (0+0)                     |
| 11 gennaio 2009                      | Oberhof            | Germania      | MS    | Kati Wilhelm                                                                      | 39:55.2 (0+0+2+0)                 | Ol'ga Medvedceva                                                              | 40:01.0 (0+0+1+1)                 | Helena Ekholm                                                              | 40:07.0 (1+1+0+0)                 |
| 14 gennaio 2009                      | Ruhpolding         | Germania      | RL    | Germania Andrea Henkel Kati Wilhelm Kathrin Hitzer Magdalena Neuner               | 1:16:41.2 (0+0) (0+1) (0+2) (0+3) | Svezia Sofia Domeij Helena Ekholm Anna Carin Olofsson Anna Maria Nilsson      | 1:17:37.7 (0+0) (0+1) (0+3) (0+1) | Cina Wang Chunli Liu Xianying Dong Xue Song Chaoqing                       | 1:19:02.3 (0+4) (0+3) (0+4)       |
| 16 gennaio 2009                      | Ruhpolding         | Germania      | SP    | Magdalena Neuner                                                                  | 23:26.6 (0+1)                     | Kati Wilhelm                                                                  | 23:26.8 (0+0)                     | Dar"ja Domračava                                                           | 23:40.6 (0+0)                     |
| 18 gennaio 2009                      | Ruhpolding         | Germania      | PU    | Magdalena Neuner                                                                  | 32:56.5 (1+1+1+1)                 | Kati Wilhelm                                                                  | 33:18.2 (1+0+0+2)                 | Tora Berger                                                                | 33:25.5 (1+0+0+1)                 |
| 22 gennaio 2009                      | Anterselva         | Italia        | SP    | Tora Berger                                                                       | 21:25.5 (0+1)                     | Dar"ja Domračava                                                              | 21.33.6 (1+0)                     | Kati Wilhelm                                                               | 21:46.2 (1+0)                     |
| 24 gennaio 2009                      | Anterselva         | Italia        | PU    | Anna Bulygina                                                                     | 32:49.8 (0+1+0+1)                 | Kaisa Mäkäräinen                                                              | 32:52.1 (0+0+0+1)                 | Dar"ja Domračava                                                           | 32:52.1 (1+0+1+0)                 |
| 25 gennaio 2009                      | Anterselva         | Italia        | MS    | Helena Ekholm                                                                     | 36:51.2 (0+0+0+1)                 | Kaisa Mäkäräinen                                                              | 37:05.6 (0+0+0+2)                 | Kati Wilhelm                                                               | 37:06.0 (1+2+0+0)                 |
| Campionati mondiali di biathlon 2009 |                    |               |       |                                                                                   |                                   |                                                                               |                                   |                                                                            |                                   |
| 14 febbraio 2009                     | Pyeongchang        | Corea del Sud | SP    | Kati Wilhelm                                                                      | 21:11.1 (0+0)                     | Simone Hauswald                                                               | 21:21.0 (0+0)                     | Ol'ga Zajceva                                                              | 21:38.2 (0+0)                     |
| 15 febbraio 2009                     | Pyeongchang        | Corea del Sud | PU    | Helena Ekholm                                                                     | 34:12.3 (2+0+0+0)                 | Kati Wilhelm                                                                  | 34:30.6 (1+1+3+1)                 | Ol'ga Zajceva                                                              | 34:36.4 (0+3+1+2)                 |
| 18 febbraio 2009                     | Pyeongchang        | Corea del Sud | IN    | Kati Wilhelm                                                                      | 44:03.1 (0+1+0+0)                 | Teja Gregorin                                                                 | 44:42.6 (0+0+0+1)                 | Tora Berger                                                                | 44:49.6 (0+0+0+1)                 |
| 21 febbraio 2009                     | Pyeongchang        | Corea del Sud | RL    | Russia Svetlana Slepcova Anna Bulygina Ol'ga Medvedceva Ol'ga Zajceva             | 1:13:20.9 (0+2) (0+3) (0+1)       | Germania Martina Beck Magdalena Neuner Andrea Henkel Kati Wilhelm             | 1:14:28.0 (0+2) (2+5) (0+2) (1+5) | Francia Marie-Laure Brunet Sylvie Becaert Marie Dorin Sandrine Bailly      | 1:14:40.4 (0+1) (0+5) (0+3) (1+4) |
| 22 febbraio 2009                     | Pyeongchang        | Corea del Sud | MS    | Ol'ga Zajceva                                                                     | 34:18.3 (0+0+1+1)                 | Anastasija Kuz'mina                                                           | 34:25.8 (0+0+1+1)                 | Helena Ekholm                                                              | 34:30.6 (0+0+1+1)                 |
| 11 marzo 2009                        | Vancouver Whistler | Canada        | IN    | Simone Hauswald                                                                   | 42:44.6 (0+0+0+0)                 | Ol'ga Zajceva                                                                 | 43:23.9 (0+0+0+1)                 | Vita Semerenko                                                             | 43:50.4 (0+0+1+0)                 |
| 13 marzo 2009                        | Vancouver Whistler | Canada        | SP    | Helena Ekholm                                                                     | 19:43.6 (0+0)                     | Magdalena Neuner                                                              | 19:44.3 (0+1)                     | Ol'ga Zajceva                                                              | 19:45.2 (0+0)                     |
| 14 marzo 2009                        | Vancouver Whistler | Canada        | RL    | Germania Kati Wilhelm Magdalena Neuner Martina Beck Andrea Henkel                 | 1:11:49.8 (0+1) (0+0) (0+5) (0+0) | Cina Wang Chunli Liu Xianying Dong Xue Liu Yuanyuan                           | 1:13:05.0 (0+2) (0+0) (0+1)       | Russia Svetlana Slepcova Anna Bulygina Ol'ga Medvedceva Ol'ga Zajceva      | 1:13:40.3 (0+5) (1+4) (0+1) (0+2) |
| 19 marzo 2009                        | Trondheim          | Norvegia      | SP    | Ol'ga Zajceva                                                                     | 22:56.9 (0+0)                     | Helena Ekholm                                                                 | 23:02.4 (0+0)                     | Sylvie Becaert                                                             | 23:08.0 (0+1)                     |
| 21 marzo 2009                        | Trondheim          | Norvegia      | PU    | Andrea Henkel                                                                     | 30:08.8 (0+0+0+0)                 | Ol'ga Zajceva                                                                 | 30:21.7 (0+0+0+1)                 | Marie-Laure Brunet                                                         | 30:37.1 (0+0+0+1)                 |
| 22 marzo 2009                        | Trondheim          | Norvegia      | MS    | Tora Berger                                                                       | 39:29.7 (0+0+0+1)                 | Simone Hauswald                                                               | 39:30.7 (1+0+0+1)                 | Sandrine Bailly                                                            | 39:31.8 (0+0+0+1)                 |
| 27 marzo 2009                        | Chanty-Mansijsk    | Russia        | SP    | Tina Bachmann                                                                     | 20:49.8 (0+0)                     | Simone Hauswald                                                               | 20:53.5 (0+0)                     | Christoph Sumann                                                           | 21:09.1 (0+0)                     |
| 28 marzo 2009                        | Chanty-Mansijsk    | Russia        | PU    | Magdalena Neuner                                                                  | 27:53.0 (1+0+0+1)                 | Michela Ponza                                                                 | 28:21.8 (0+0+0+0)                 | Marie Dorin                                                                | 28:23.5 (0+0+1+0)                 |
| 29 marzo 2009                        | Chanty-Mansijsk    | Russia        | MS    | Simone Hauswald                                                                   | 36:54.6 (0+1+0+0)                 | Helena Ekholm                                                                 | 37:09.7 (0+0+0+0)                 | Andrea Henkel                                                              | 37:21.5 (1+0+1+1)                 |

Legenda:

IN = individuale

SP = sprint

PU = inseguimento

MS = partenza in linea

RL = staffetta

### Classifiche

#### Generale
| Pos. | Nome                | Nazione     | Punti |
| ---- | ------------------- | ----------- | ----- |
| 1    | Helena Ekholm       | Svezia      | 952   |
| 2    | Kati Wilhelm        | Germania    | 952   |
| 3    | Tora Berger         | Norvegia    | 894   |
| 4    | Magdalena Neuner    | Germania    | 891   |
| 5    | Andrea Henkel       | Germania    | 838   |
| 6    | Ol'ga Zajceva       | Russia      | 834   |
| 7    | Dar"ja Domračava    | Bielorussia | 776   |
| 8    | Martina Beck        | Germania    | 685   |
| 9    | Simone Hauswald     | Germania    | 677   |
| 10   | Anna Carin Olofsson | Svezia      | 645   |

#### Sprint
| Pos. | Nome             | Nazione     | Punti |
| ---- | ---------------- | ----------- | ----- |
| 1    | Helena Ekholm    | Svezia      | 372   |
| 2    | Magdalena Neuner | Germania    | 358   |
| 3    | Tora Berger      | Norvegia    | 352   |
| 4    | Kati Wilhelm     | Germania    | 347   |
| 5    | Dar"ja Domračava | Bielorussia | 329   |

#### Inseguimento
| Pos. | Nome             | Nazione  | Punti |
| ---- | ---------------- | -------- | ----- |
| 1    | Kati Wilhelm     | Germania | 272   |
| 2    | Tora Berger      | Norvegia | 246   |
| 3    | Martina Beck     | Germania | 244   |
| 4    | Andrea Henkel    | Germania | 234   |
| 5    | Magdalena Neuner | Germania | 231   |

#### Partenza in linea
| Pos. | Nome            | Nazione  | Punti |
| ---- | --------------- | -------- | ----- |
| 1    | Helena Ekholm   | Svezia   | 210   |
| 2    | Kati Wilhelm    | Germania | 186   |
| 3    | Simone Hauswald | Germania | 174   |
| 4    | Ol'ga Zajceva   | Russia   | 162   |
| 5    | Andrea Henkel   | Germania | 157   |

#### Individuale
| Pos. | Nome             | Nazione  | Punti |
| ---- | ---------------- | -------- | ----- |
| 1    | Magdalena Neuner | Germania | 129   |
| 2    | Éva Tófalvi      | Romania  | 123   |
| 3    | Tora Berger      | Norvegia | 122   |
| 4    | Kati Wilhelm     | Germania | 115   |
| 5    | Ol'ga Zajceva    | Russia   | 113   |

#### Staffetta
| Pos. | Nazione  | Punti |
| ---- | -------- | ----- |
| 1    | Germania | 288   |
| 2    | Francia  | 242   |
| 3    | Ucraina  | 232   |
| 4    | Cina     | 217   |
| 5    | Svezia   | 212   |

#### Nazioni
| Pos. | Nazione  | Punti |
| ---- | -------- | ----- |
| 1    | Germania | 6954  |
| 2    | Svezia   | 5926  |
| 3    | Francia  | 5925  |
| 4    | Ucraina  | 5894  |
| 5    | Norvegia | 5827  |

## Misto

### Risultati
| Data                                 | Località    | Nazione       | Spec. | Primo                                                                     | Secondo                                                                        | Terzo                                                                                 |
| ------------------------------------ | ----------- | ------------- | ----- | ------------------------------------------------------------------------- | ------------------------------------------------------------------------------ | ------------------------------------------------------------------------------------- |
| 4 dicembre 2008                      | Östersund   | Svezia        | MX    | Francia Marie-Laure Brunet Marie Dorin Alexis Bœuf Martin Fourcade        | Germania Simone Hauswald Magdalena Neuner Christoph Stephan Andreas Birnbacher | Norvegia Julie Bonnevie-Svendsen Ann Kristin Flatland Emil Hegle Svendsen Lars Berger |
| Campionati mondiali di biathlon 2009 |             |               |       |                                                                           |                                                                                |                                                                                       |
| 19 febbraio 2009                     | Pyeongchang | Corea del Sud | MX    | Francia Marie-Laure Brunet Sylvie Becaert Vincent Defrasne Simon Fourcade | Svezia Helena Ekholm Anna Carin Olofsson David Ekholm Carl Johan Bergman       | Germania Andrea Henkel Simone Hauswald Arnd Peiffer Michael Greis                     |

Legenda:

MX = staffetta mista